# ماچی ام.۵۲
ماچی ام. ۵۲ (به انگلیسی: Macchi_M.52) یک هواگرد ملخ‌پیشین تک‌موتوره از نوع دریایی سرعتی ساخت شرکت Macchi است. هواگرد ماچی ام. ۵۲ نخستین پروازش را در ۱۹۲۷ میلادی انجام داد.  در مجموع، تعداد ۳ فروند از این هواگرد ساخته شده‌است.
طراح این هواگرد، Mario Castoldi بود.